# Brasil nos Jogos Olímpicos de Verão de 1960
O Brasil competiu nos Jogos Olímpicos de Verão de 1960 em Roma, na Itália.